# 古斯哥足球會
古斯哥足球會（西班牙語：Cusco FC）是一支秘魯足球會，2019年以前名為皇家加斯拿素（西班牙語：Real Garcilaso），現時於秘超作賽。他們於2009年才成立，短短數年已極速發展，並打入南美自由盃，於2013年更殺入淘汰賽階段。